# Catedral de la Anunciación (Moscú)
La catedral de la Anunciación es un edificio que forma parte del conjunto del Kremlin de Moscú. Fue construida entre los siglos XIV y XVIII.
Características:
Durante el siglo XIV en la Plaza Sobórnaya (de las Catedrales) en el Kremlin fueron construidas tres catedrales: Uspenski (de la Dormición), Blagovéschenski (de la Anunciación), y  Arjánguelski (del Arcángel San Miguel).
Para el año de 1489 los artífices de Pskov terminaron la construcción de la Catedral de la Anunciación, uno de los mejores monumentos del Kremlin de Moscú.

## Galería

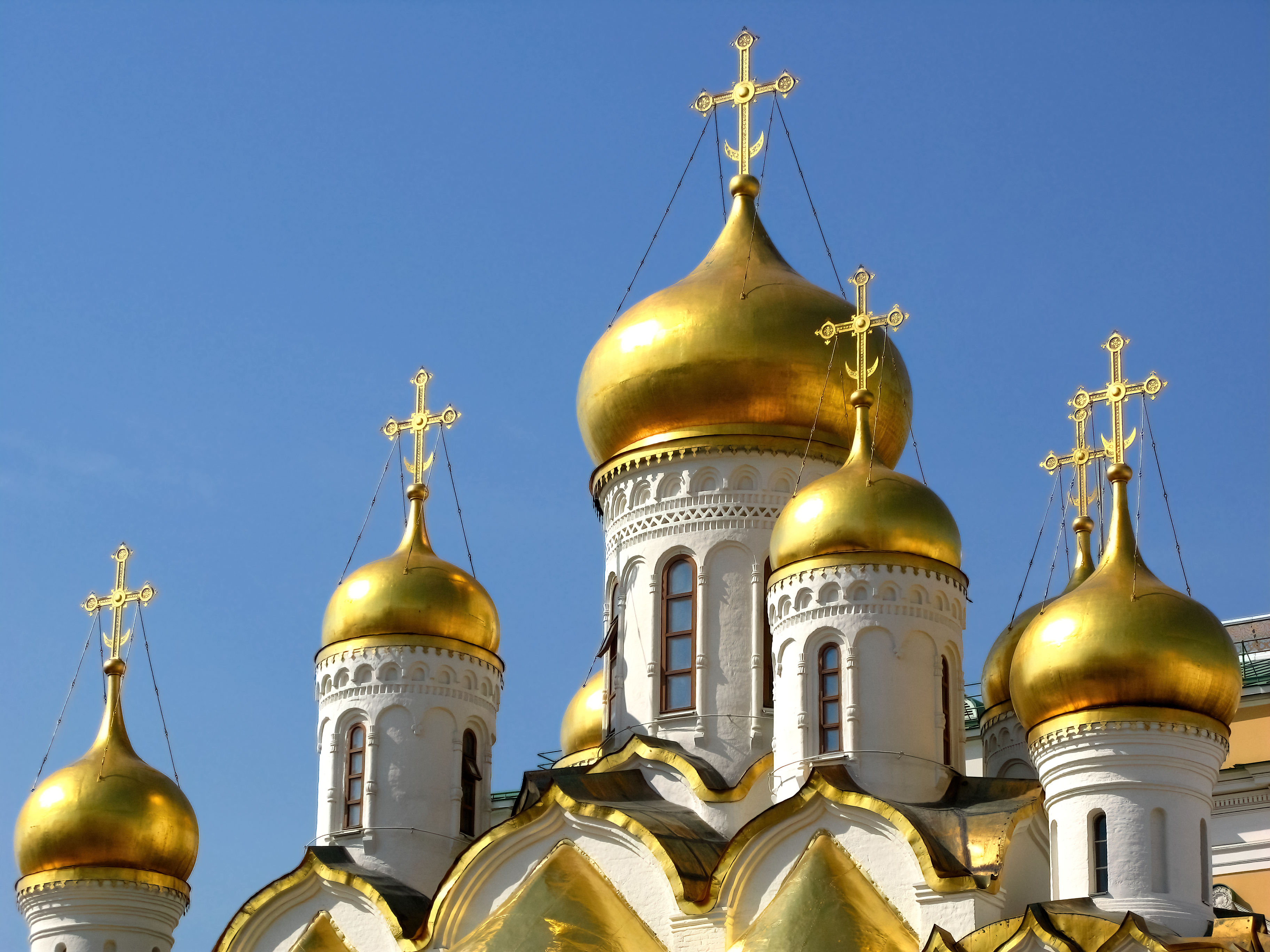
Cúpulas bulbosas de la catedral.
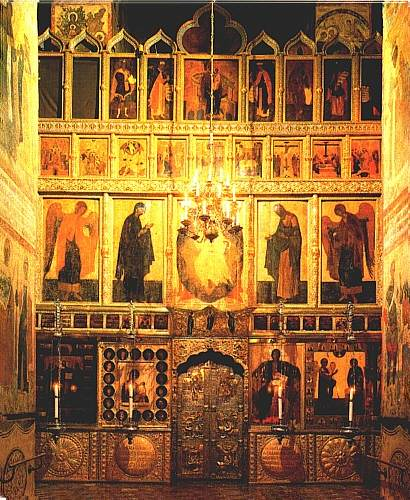
Iconostasio de la catedral.